# Vito Fedeli
Vito Fedeli (Recanati, 1798 – Civita Castellana, 18 ottobre 1832) è stato un patriota italiano.

## Biografia
Carbonaro nel 1821, fu in seguito segretario del principe di Musignano Carlo Bonaparte, figlio di Luciano. Nel 1830 fece parte, assieme al conte Domenico Troili di Macerata e al conte Filippo Camerata Passionei, marito di Elisa Napoleona Baciocchi, di una congiura tesa a instaurare un governo italiano con a capo un discendente di Napoleone Bonaparte. Alla testa della cospirazione vi era Carlo Luigi Napoleone Bonaparte, il futuro Napoleone III, il quale sognava l'abolizione della sovranità pontificia e la proclamazione di un generico regno d'Italia da assegnare al re di Roma, l'Aiglon. I moti avrebbero dovuto scoppiare in Piazza San Pietro il 10 dicembre 1830, approfittando delle difficoltà dello stato pontificio durante la sede vacante per la morte di Pio VIII (1º dicembre 1830). La congiura venne tuttavia scoperta e Vito Fedeli arrestato e condannato a morte; la pena fu commutata a 20 anni di prigione. Rinchiuso nel forte di Civita Castellana, vi morì l'anno seguente per tubercolosi. Gli dette il cambio, nel forte di Civita Castellana, il fratello Vincenzo, condannato a dieci anni di relegazione nel 1839 e morto anch'egli nella stessa prigione nell'autunno del 1845.
Recanati gli ha dedicato una piccola piazza. Dal 1910 lo ricorda una lapide nella centrale piazza Leopardi